# Triplophysa
Genre
Triplophysa est un genre de poissons à nageoires rayonnées (Actinopterygii) de la famille des Nemacheilidae. Triplophysa est un grand genre de « loches de pierre »,,, dont la plupart se rencontre dans et autour du plateau de Qinghai-Tibet (Chine).
Actuellement[Quand ?] Triplophysa est un assemblage mixte d’espèces. Certaines lignées ont été identifiés et traités comme des sous-genres (Hedinichthys, Qinghaichthys, Labiatophysa, Indotriplophysa et Tarimichthys), mais par la suite M. Kottelat (2012) et Catalog of Fishes les ont traités comme genres. FishBase, cependant, inclut ses genres dans Triplophysa.

## Écologie
Triplophysa zhaoi détient le record de vie à la plus basse altitude, pour les poissons d'Asie, il se rencontre jusqu’à 50 m (160 pieds) en dessous du niveau de la mer dans les marais de l'oasis Lükqün, dans la dépression de Turpan, province de Xinjiang. A contrario, Triplophysa stolickai détient le record de vivre a la plus haute altitude pour les poissons d'Asie, il se rencontre à 5200 m (17 100 pieds) d'altitude dans les sources chaudes à proximité du lac Longmu dans l'ouest du Tibet. Triplophysa dalaica a été utilisé comme espèce modèle pour étudier. En effet, des études sur l’adaptation à l'hypoxie en altitude, et 13 gènes sélectionnés positivement impliqués dans la réponse à l'hypoxie ont été identifiés. Certaines espèces sont troglobites (aveugles),.

## Liste des espèces

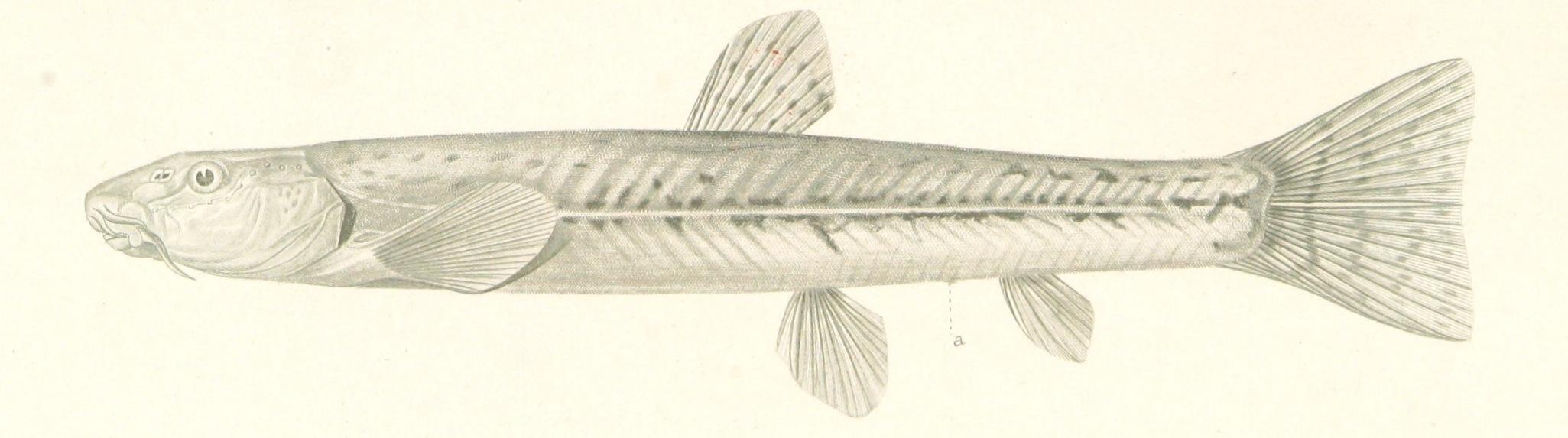
Triplophysa dalaica

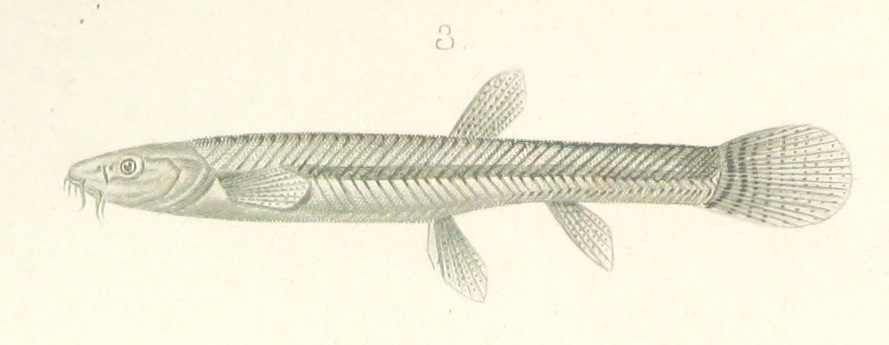
Triplophysa intermedia

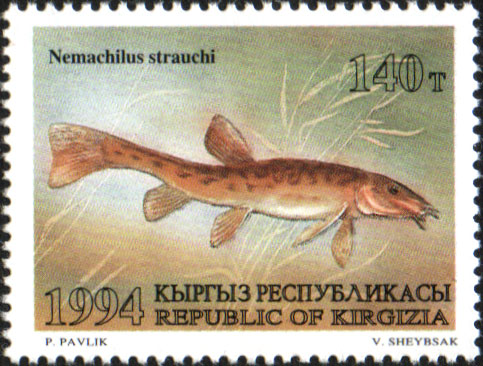
Triplophysa strauchii sur un Timbre du Kirghizistan

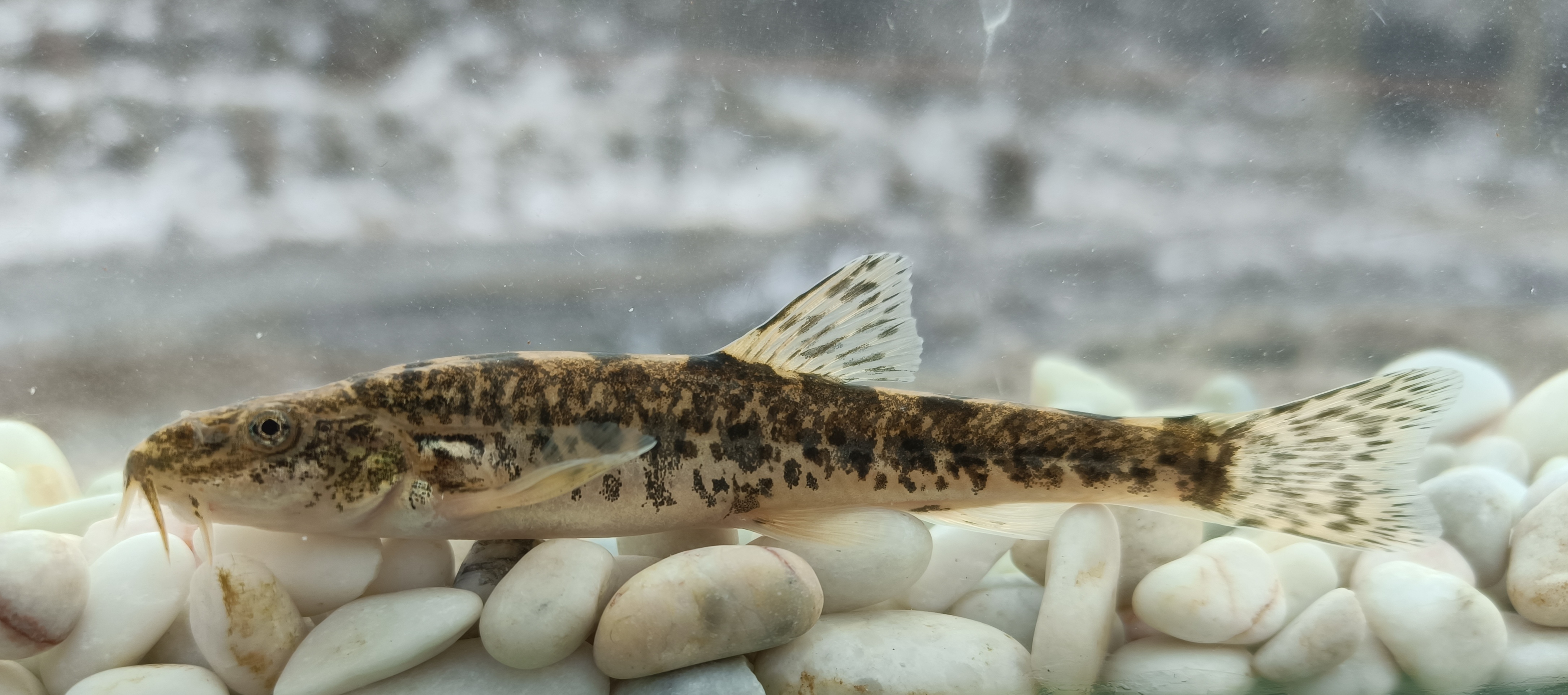
Triplophysa ferganaensis

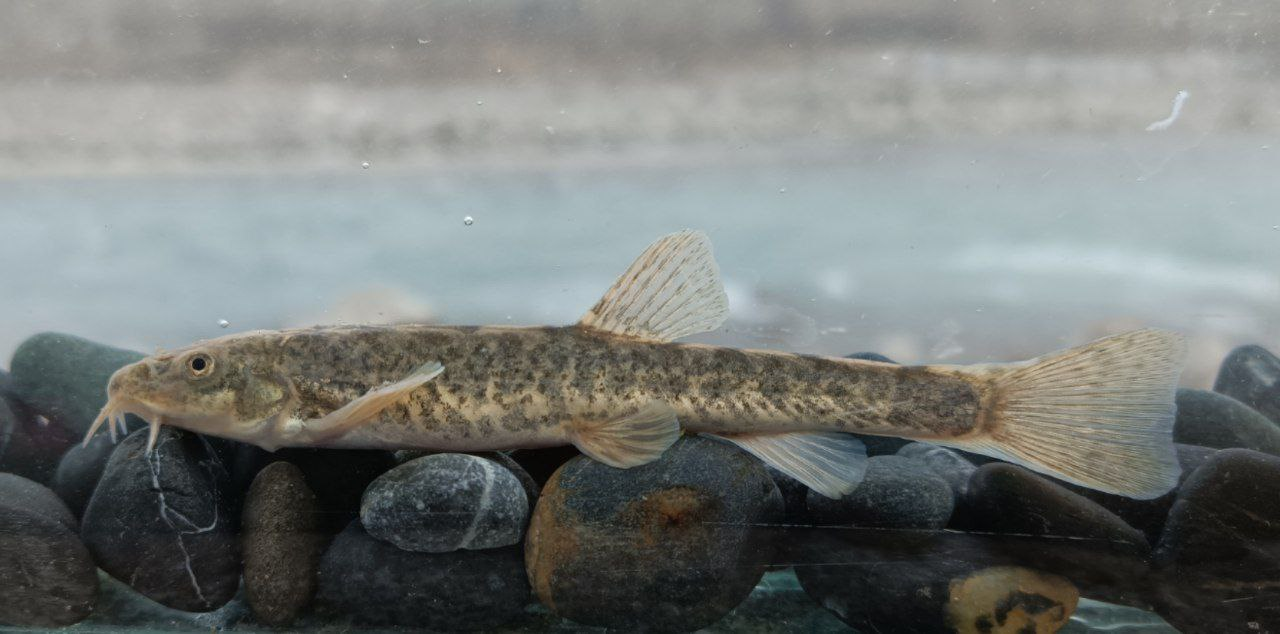
Triplophysa daryoae

La liste ci-dessous suit principalement M. Kottelat (2012), avec l'ajout d'espèces nouvellement décrites. Il y avait, en 2012, 124 espèces reconnues: 
- Triplophysa alexandrae Prokofiev, 2001
- Triplophysa aliensis (Y. F. Wu & S. Q. Zhu, 1979)
- Triplophysa altipinnis Prokofiev, 2003
- Triplophysa aluensis W. X. Li & Z. G. Zhu, 2000
- Triplophysa angeli (P. W. Fang, 1941)
- Triplophysa anterodorsalis S. Q. Zhu & W. X. Cao, 1989
- Triplophysa aquaecaeruleae Prokofiev, 2001
- Triplophysa arnoldii Prokofiev, 2006
- Triplophysa bashanensis T. Q. Xu & Ka. Fe. Wang, 2009
- Triplophysa bellibarus (T. L. Tchang, T. H. Yueh & H. C. Hwang, 1963)
- Triplophysa bleekeri (Sauvage & Dabry de Thiersant, 1874)
- Triplophysa brachyptera (Herzenstein, 1888)
- Triplophysa brahui (Zugmayer, 1912)
- Triplophysa brevibarba R. H. Ding, 1993
- Triplophysa brevicauda (Herzenstein, 1888)
- Triplophysa cakaensis W. X. Cao & S. Q. Zhu, 1988
- Triplophysa chondrostoma (Herzenstein, 1888)
- Triplophysa coniptera (Turdakov, 1954)
- Triplophysa crassilabris R. H. Ding, 1994
- Triplophysa cuneicephala (T. H. Shaw & T. L. Tchang, 1931)
- Triplophysa dalaica (Kessler, 1876)
- Triplophysa daqiaoensis R. H. Ding, 1993
- Triplophysa daryoae Sheraliev, Kayumova & Peng, 2022[7]
- Triplophysa dongganensis Jian Yang, 2013[8]
- Triplophysa dorsalis (Kessler, 1872)
- Triplophysa dorsonotata (Kessler, 1879)
- Triplophysa drassensis (Tilak, 1990)
- Triplophysa farwelli (Hora, 1935)
- Triplophysa fengshanensis J. H. Lan, 2013[8]
- Triplophysa ferganaensis Sheraliev & Peng, 2021[9]
- Triplophysa flavicorpus J. X. Yang, X. Y. Chen & J. H. Lan, 2004
- Triplophysa furva S. Q. Zhu, 1992
- Triplophysa fuxianensis J. X. Yang & X. L. Chu, 1990
- Triplophysa gejiuensis (X. L. Chu & Y. R. Chen, 1979)
- Triplophysa gerzeensis W. X. Cao & S. Q. Zhu, 1988
- Triplophysa gracilis (F. Day, 1877)
- Triplophysa grahami (Regan, 1906)
- Triplophysa griffithi (Günther, 1868)
- Triplophysa gundriseri Prokofiev, 2002
- Triplophysa hexiensis (T. Q. Zhao & X. T. Wang, 1988)
- Triplophysa heyangensis S. Q. Zhu, 1992
- Triplophysa hialmari Prokofiev, 2001
- Triplophysa hsutschouensis (Rendahl (de), 1933)
- Triplophysa huanglongensis Gao, 1992
- Triplophysa huanjiangensis Jian Yang, T. J. Wu & J. H. Lan, 2011
- Triplophysa huapingensis L. P. Zheng, J. X. Yang & X. Y. Chen, 2012[10]
- Triplophysa hutjertjuensis (Rendahl (de), 1933)
- Triplophysa intermedia (Kessler, 1876)
- Triplophysa jianchuanensis L. P. Zheng, L. N. Du, X. Y. Chen & J. X. Yang, 2010 (Jianchuan stone loach)
- Triplophysa jiarongensis Y. Lin, Chao Li & J. K. Song, 2012[11]
- Triplophysa kafirnigani (Turdakov, 1948)
- Triplophysa kullmanni Bănărescu & Nalbant, 1975
- Triplophysa kungessana (Kessler, 1879)
- Triplophysa lacusnigri (L. S. Berg, 1928)
- Triplophysa lacustris J. X. Yang & X. L. Chu, 1990
- Triplophysa langpingensis Jian Yang, 2013[8]
- Triplophysa laterimaculata J. L. Li, N. F. Liu & J. X. Yang, 2007
- Triplophysa laticeps W. Zhou & G. H. Cui, 1997
- Triplophysa lihuensis T. J. Wu, Jian Yang & J. H. Lan, 2012[12]
- Triplophysa lingyunensis (J. W. Liao, D. Z. Wang & Z. F. Luo, 1997)
- Triplophysa lixianensis C. L. He, Z. B. Song & E. Zhang, 2008
- Triplophysa longianguis Y. F. Wu & C. Z. Wu, 1984
- Triplophysa longibarbata (Y. R. Chen, J. X. Yang, Sket & Aljančič, 1998)
- Triplophysa longipectoralis L. P. Zheng, L. N. Du, X. Y. Chen & J. X. Yang, 2009
- Triplophysa longliensis Q. Ren, J. X. Yang & X. Y. Chen, 2012[13]
- Triplophysa macrocephala Jian Yang, T. J. Wu & J. X. Yang, 2012[14]
- Triplophysa macromaculata J. X. Yang, 1990
- Triplophysa macrophthalma S. Q. Zhu & Q. Z. Guo, 1985
- Triplophysa markehenensis (S. Q. Zhu & Y. F. Wu, 1981)
- Triplophysa marmorata (Heckel, 1838)
- Triplophysa microphthalma (J. W. Liao & D. Z. Wang, 1997)
- Triplophysa microphysa (P. W. Fang, 1935)
- Triplophysa microps (Steindachner, 1866)
- Triplophysa minuta (S. C. Li, 1966)
- Triplophysa moquensis R. H. Ding, 1994
- Triplophysa nandanensis J. H. Lan, J. X. Yang & Y. R. Chen, 1995
- Triplophysa nanpanjiangensis (S. Q. Zhu & W. X. Cao, 1988)
- Triplophysa nasobarbatula D. Z. Wang & D. J. Li, 2001
- Triplophysa ninglangensis Y. F. Wu & C. Z. Wu, 1988
- Triplophysa nujiangensa X. Y. Chen, G. H. Cui & J. X. Yang, 2004
- Triplophysa obscura X. T. Wang, 1987
- Triplophysa obtusirostra Y. F. Wu & C. Z. Wu, 1988
- Triplophysa orientalis (Herzenstein, 1888)
- Triplophysa papillosolabiata (Kessler, 1879)
- Triplophysa pappenheimi (P. W. Fang, 1935)
- Triplophysa paradoxa (Turdakov, 1955)
- Triplophysa parvus Z. M. Chen, W. X. Li & J. X. Yang, 2009
- Triplophysa pedaschenkoi (L. S. Berg, 1931)
- Triplophysa polyfasciata R. H. Ding, 1996
- Triplophysa pseudoscleroptera (S. Q. Zhu & Y. F. Wu, 1981)
- Triplophysa pseudostenura C. L. He, E. Zhang & Z. B. Song, 2012[15]
- Triplophysa qilianensis W. J. Li, X. C. Chen & Y. P. Hu, 2015[16]
- Triplophysa qiubeiensis W. X. Li & H. F. Yang, 2008
- Triplophysa robusta (Kessler, 1876)
- Triplophysa rosa X. Y. Chen & J. X. Yang, 2005[4]
- Triplophysa scapanognatha Prokofiev, 2007
- Triplophysa scleroptera (Herzenstein, 1888)
- Triplophysa sellaefer (Nichols, 1925)
- Triplophysa sewerzowi (A. M. Nikolskii, 1938)
- Triplophysa shaanxiensis J. X. Chen, 1987
- Triplophysa shehensis Menon, 1987
- Triplophysa shilinensis Y. R. Chen & J. X. Yang, 1992
- Triplophysa shiyangensis (T. Q. Zhao & X. T. Wang, 1983)
- Triplophysa siluroides (Herzenstein, 1888)
- Triplophysa stenura (Herzenstein, 1888)
- Triplophysa stewarti (Hora, 1922)
- Triplophysa stolickai (Steindachner, 1866)
- Triplophysa strauchii (Kessler, 1874)
- Triplophysa tanggulaensis (S. Q. Zhu, 1982)
- Triplophysa tianeensis X. Y. Chen, G. H. Cui & J. X. Yang, 2004
- Triplophysa tibetana (Regan, 1905)
- Triplophysa turpanensis Y. F. Wu & C. Z. Wu, 1992
- Triplophysa ulacholica (Anikin, 1905)
- Triplophysa uranoscopus (Kessler, 1872)
- Triplophysa venusta S. Q. Zhu & W. X. Cao, 1988
- Triplophysa waisihani L. Cao & E. Zhang, 2008
- Triplophysa wulongensis Chen, Sheraliev, Lu & Peng, 2021
- Triplophysa wuweiensis (S. C. Li & S. Y. Chang, 1974)
- Triplophysa xiangshuingensis W. X. Li, 2004
- Triplophysa xiangxiensis (G. Y. Yang, F. X. Yuan & Y. M. Liao, 1986)
- Triplophysa xichangensis S. Q. Zhu & W. X. Cao, 1989
- Triplophysa xingshanensis (G. R. Yang & C. X. Xie, 1983)
- Triplophysa xiqiensis R. H. Ding & Q. Lai, 1996
- Triplophysa yaopeizhii T. Q. Xu, C. G. Zhang & B. Cai, 1995
- Triplophysa yunnanensis J. X. Yang, 1990
- Triplophysa zhaoi Prokofiev, 2006
- Triplophysa zhenfengensis D. Z. Wang & D. J. Li, 2001

### Note
Selon FishBase (23 juillet 2015) - 140 espèces:
- Triplophysa alexandrae Prokofiev, 2001
- Triplophysa aliensis (Wu & Zhu, 1979)
- Triplophysa alticeps (Herzenstein, 1888)
- Triplophysa altipinnis Prokofiev, 2003
- Triplophysa aluensis Li & Zhu, 2000
- Triplophysa angeli (Fang, 1941)
- Triplophysa anterodorsalis Zhu & Cao, 1989
- Triplophysa aquaecaeruleae Prokofiev, 2001
- Triplophysa arnoldii Prokofiev, 2006
- Triplophysa bashanensis Xu & Wang, 2009
- Triplophysa bleekeri (Sauvage & Dabry de Thiersant, 1874)
- Triplophysa bombifrons (Herzenstein, 1888)
- Triplophysa brachyptera (Herzenstein, 1888)
- Triplophysa brahui (Zugmayer, 1912)
- Triplophysa brevibarba Ding, 1993
- Triplophysa brevicauda (Herzenstein, 1888)
- Triplophysa cakaensis Cao & Zhu, 1988
- Triplophysa chandagaitensis Prokofiev, 2002
- Triplophysa chondrostoma (Herzenstein, 1888)
- Triplophysa choprai (Hora, 1934)
- Triplophysa coniptera (Turdakov, 1954)
- Triplophysa crassicauda (Herzenstein, 1888)
- Triplophysa crassilabris Ding, 1994
- Triplophysa cuneicephala (Shaw & Tchang, 1931)
- Triplophysa dalaica (Kessler, 1876)
- Triplophysa daqiaoensis Ding, 1993
- Triplophysa dongganensis Yang, 2013
- Triplophysa dorsalis (Kessler, 1872)
- Triplophysa edsinica Prokofiev, 2003
- Triplophysa eugeniae Prokofiev, 2002
- Triplophysa farwelli (Hora, 1935)
- Triplophysa fengshanensis Lan, 2013
- Triplophysa flavicorpus Yang, Chen & Lan, 2004
- Triplophysa furva Zhu, 1992
- Triplophysa fuxianensis Yang & Chu, 1990
- Triplophysa gejiuensis (Chu & Chen, 1979)
- Triplophysa gerzeensis Cao & Zhu, 1988
- Triplophysa gracilis (Day, 1877)
- Triplophysa grahami (Regan, 1906)
- Triplophysa griffithii (Günther, 1868)
- Triplophysa gundriseri Prokofiev, 2002
- Triplophysa hazaraensis (Omer & Mirza, 1975)
- Triplophysa herzensteini (Berg, 1909)
- Triplophysa hexiensis (Zhao & Wang, 1988)
- Triplophysa heyangensis Zhu, 1992
- Triplophysa hialmari Prokofiev, 2001
- Triplophysa hsutschouensis (Rendahl, 1933)
- Triplophysa huanjiangensis Yang, Wu & Lan, 2011
- Triplophysa huapingensis Zheng, Yang & Chen, 2012
- Triplophysa hutjertjuensis (Rendahl, 1933)
- Triplophysa incipiens (Herzenstein, 1888)
- Triplophysa intermedia (Kessler, 1876)
- Triplophysa jianchuanensis Zheng, Du, Chen & Yang, 2010
- Triplophysa jiarongensis Lin, Li & Song, 2012
- Triplophysa kafirnigani (Turdakov, 1948)
- Triplophysa kashmirensis (Hora, 1922)
- Triplophysa kaznakowi Prokofiev, 2004
- Triplophysa kungessana (Kessler, 1879)
- Triplophysa labiata (Kessler, 1874)
- Triplophysa lacusnigri (Berg, 1928)
- Triplophysa lacustris Yang & Chu, 1990
- Triplophysa ladacensis (Günther, 1868)
- Triplophysa langpingensis Yang, 2013
- Triplophysa laterimaculata Li, Liu & Yang, 2007
- Triplophysa laticeps Zhou & Cui, 1997
- Triplophysa leptosoma (Herzenstein, 1888)
- Triplophysa lihuensis Wu, Yang & Lan, 2012
- Triplophysa lixianensis He, Song & Zhang, 2008
- Triplophysa longianguis Wu & Wu, 1984
- Triplophysa longibarbata (Chen, Yang, Sket & Aljancic, 1998)
- Triplophysa longipectoralis Zheng, Du, Chen & Yang, 2009
- Triplophysa longliensis Ren, Yang & Chen, 2012
- Triplophysa macrocephala Yang, Wu & Yang, 2012
- Triplophysa macromaculata Yang, 1990
- Triplophysa macrophthalma Zhu & Guo, 1985
- Triplophysa markehenensis (Zhu & Wu, 1981)
- Triplophysa marmorata (Heckel, 1838)
- Triplophysa microphthalma (Kessler, 1879)
- Triplophysa microphysa (Fang, 1935)
- Triplophysa microps (Steindachner, 1866)
- Triplophysa minuta (Li, 1966)
- Triplophysa moquensis Ding, 1994
- Triplophysa nandanensis Lan, Yang & Chen, 1995
- Triplophysa nanpanjiangensis (Zhu & Cao, 1988)
- Triplophysa nasalis (Kessler, 1876)
- Triplophysa nasobarbatula Wang & Li, 2001
- Triplophysa naziri (Ahmad & Mirza, 1963)
- Triplophysa ninglangensis Wu & Wu, 1988
- Triplophysa nujiangensa Chen, Cui & Yang, 2004
- Triplophysa obscura Wang, 1987
- Triplophysa obtusirostra Wu & Wu, 1988
- Triplophysa orientalis (Herzenstein, 1888)
- Triplophysa papillosolabiata (Kessler, 1879)
- Triplophysa pappenheimi (Fang, 1935)
- Triplophysa paradoxa (Turdakov, 1955)
- Triplophysa parvus Chen, Li & Yang, 2009
- Triplophysa pedaschenkoi (Berg, 1931)
- Triplophysa polyfasciata Ding, 1996
- Triplophysa pseudoscleroptera (Zhu & Wu, 1981)
- Triplophysa pseudostenura He, Zhang & Song, 2012
- Triplophysa qiubeiensis Li & Yang, 2008
- Triplophysa robusta (Kessler, 1876)
- Triplophysa rosa Chen & Yang, 2005
- Triplophysa rossoperegrinatorum Prokofiev, 2001
- Triplophysa rotundiventris (Wu & Chen, 1979)
- Triplophysa scapanognatha Prokofiev, 2007
- Triplophysa scleroptera (Herzenstein, 1888)
- Triplophysa sellaefer (Nichols, 1925)
- Triplophysa sewerzowi (Nikolskii, 1938)
- Triplophysa shaanxiensis Chen, 1987
- Triplophysa shehensis Tilak, 1987
- Triplophysa shilinensis Chen & Yang, 1992
- Triplophysa siluroides (Herzenstein, 1888)
- Triplophysa stenura (Herzenstein, 1888)
- Triplophysa stewarti (Hora, 1922)
- Triplophysa stolickai (Steindachner, 1866) - (Syn. Triplophysa stoliczkae)
- Triplophysa strauchii (Kessler, 1874)
- Triplophysa tanggulaensis (Zhu, 1982)
- Triplophysa tenuicauda (Steindachner, 1866)
- Triplophysa tenuis (Day, 1877)
- Triplophysa tianeensis Chen, Cui & Yang, 2004
- Triplophysa tibetana (Regan, 1905)
- Triplophysa trewavasae Mirza & Ahmad, 1990
- Triplophysa turpanensis Wu & Wu, 1992
- Triplophysa ulacholica (Anikin, 1905)
- Triplophysa venusta Zhu & Cao, 1988
- Triplophysa waisihani Cao & Zhang, 2008
- Triplophysa wuweiensis (Li & Chang, 1974)
- Triplophysa xiangshuingensis Li, 2004
- Triplophysa xiangxiensis (Yang, Yuan & Liao, 1986)
- Triplophysa xichangensis Zhu & Cao, 1989
- Triplophysa xingshanensis (Yang & Xie, 1983)
- Triplophysa xiqiensis Ding & Lai, 1996
- Triplophysa yaopeizhii Xu, Zhang & Cai, 1995
- Triplophysa yasinensis (Alcock, 1898)
- Triplophysa yunnanensis Yang, 1990
- Triplophysa zaidamensis (Kessler, 1876)
- Triplophysa zamegacephala (Zhao, 1985)
- Triplophysa zhaoi Prokofiev, 2006
- Triplophysa zhenfengensis Wang & Li, 2001